# Костромской областной театр кукол
Костромской областной театр кукол — кукольный театр в Костроме.

## Здание
Здание театра располагается в центре города у спуска от Больших Мучных торговых рядов к улице Щемиловка. Оно было построено в 1896 году по инициативе инспектора народных училищ Костромской губернии М. Е. Микифорова по проекту архитектора И. В. Брюханова. Первоначально там располагалась читальня имени А. Н. Островского.
Это здание выступило «в роли» железнодорожного вокзала на съёмках фильмов Эльдара Рязанова «Жестокий романс» и Никиты Михалкова «Очи чёрные».

## История
В 1920-х годах в здании театра работала Костромская драматическая студия под руководством А. Д. Попова, преобразованная позже в ТЮЗ. В этом театре Алексеем Поповым был создан ряд спектаклей следовавших творческим принципам МХТ: «Потоп» Ю.-Х. Бергера, «Сверчок на печи» Ч. Диккенса, «Вечер, посвящённый Парижской Коммуне».
Датой открытия театра считается 8 ноября 1936 года. В этот день был показан спектакль «Лисичка-сестричка». В постановке участвовало всего шесть человек, которые не имели опыта постановки кукольных спектаклей.
В первые годы существования театра, у него не было собственного здания: спектакли ставились в Доме пионеров (бывш. Дворянском собрании), где была выделена отдельная комната, в последующем он занимал помещение в Доме учителя. Только в 1946 году театр кукол обрёл собственное здание, в котором располагается до настоящего времени.
За долгие годы существования театра в нём были сыграны множество спектаклей, уровень исполнения которых намного вырос по сравнению с первыми выступлениями, как по мастерству управления куклами, так и по декорированию сцены театра.
В 2011 году спектакль по произведению А. П. Чехова «Медведь» стал лауреатом национальной театральной премии и фестиваля «Золотая Маска» в номинации «Лучший спектакль в театре кукол».
На здании театра 29 ноября 2013 года открыта мемориальная доска Виктору Розову.